# Yorgui Koli
Yorgui Koli, né le 8 janvier 1896 à Bendi au Tchad, mort le 17 juillet 1970 à Fort-Archambault au Tchad, est un sous-officier puis officier français d'origine tchadienne.
Koli s'illustre pendant la Seconde Guerre mondiale dans les rangs de la France libre, contribuant à lui rallier le Congo français. Il participe successivement à la campagne du Gabon, à la campagne de Syrie, aux campagnes du Fezzan et de Tunisie, à la campagne d'Italie et à la campagne de France.
Il est Compagnon de la Libération, un des rares Africains à recevoir cette distinction. Il est aussi chevalier de la Légion d'honneur, titulaire de la médaille militaire et de la croix de guerre.

## Biographie
Yorgui Koli est né le 8 janvier 1896 à Bendi, près de Moïssala, dans le sud du Tchad. Il est d'origine Mbaye, une tribu Sara.

### Engagement militaire, premiers faits d'armes
Il s'engage le 13 janvier 1921 pour trois ans, dans le régiment de tirailleurs sénégalais du Tchad (RTST). Devenu caporal en 1925, il est nommé au 10e régiment de tirailleurs coloniaux et prend part à la campagne du Maroc, dans la région berbère, au nord-est. Il sert ensuite en Tunisie, de juillet 1926 à novembre 1929.
Affecté de nouveau au RTST, il sert au Tibesti où il capture trois bandits le 9 mars 1932. Il est pour cela cité à l'ordre du régiment en septembre 1932. Il reçoit la médaille militaire, et devient adjudant en 1935,.

### Début de la Seconde Guerre mondiale
Il sert à Borkou lors de la déclaration de la Seconde Guerre mondiale en septembre 1939.
Yorgui Koli est promu adjudant-chef et destiné en mars 1940 à rejoindre la France métropolitaine, avec le détachement de renfort no 1, commandé par Raymond Delange. Parti du Tchad le 2 mars 1940, il passe par Bangui et parvient à Brazzaville le 15 mars, où l'armistice entre la France et l'Allemagne bloque son unité, qui ne peut rejoindre la métropole. Il est alors nommé au dépôt de la guerre du Moyen-Congo.

### Combats pour la France libre
Avec le commandant Delange, il prend une bonne part le 28 août 1940 au ralliement du Congo français à la France libre,. Son détachement de renfort est transformé en bataillon de marche no 1. Avec ce bataillon, Koli prend part à la campagne du Gabon en octobre-novembre 1940 comme chef de la section de voltigeurs, en première ligne,. Il reçoit alors une nouvelle citation, pour la remarquable efficacité opérationnelle de ses hommes,.
Participant ensuite à la campagne de Syrie, Yorgui Koli est grièvement blessé à la main au Djebel Mam le 13 juin 1941. Il devient officier, étant promu sous-lieutenant le 1er juillet 1941 pour sa brillante conduite au combat. Rapatrié en novembre 1942 au Tchad, il repart ensuite à l'action et prend part à la campagne du Fezzan, puis à celle de Tunisie, où il se distingue par son énergie à entraîner ses hommes, au Djebel Garci. Il est cité une nouvelle fois, à l'ordre de la brigade.
Il parvient en Tripolitaine en juin 1943. Il est affecté deux mois plus tard, le 18 août, au bataillon de marche no 21 de la 1re division française libre (1re DFL). Il passe ensuite au bataillon de commandement no 4. En poste en Tunisie de septembre 1943, il bénéficie de la promotion au grade de lieutenant en décembre 1943.
Yorgui Koli participe à la campagne d'Italie, au sein de la 1re DFL. Il y reçoit une nouvelle citation, le 15 juin 1944,. Il débarque en Provence le 17 août 1944 et prend part à la campagne de France jusqu'au mois de novembre 1944.

### Après-guerre
Il est fait Compagnon de la Libération, par décret du 7 juillet 1945,. Yorgui Koli rentre au Tchad par le Cameroun le mois suivant, en août 1945. Libéré du service actif en 1948 avec le grade de lieutenant, il est naturalisé français l'année suivante.
Il meurt le 17 juillet 1970 à Fort-Archambault (actuellement Sarh) au Tchad, où il s'était installé comme cultivateur. C'est là qu'il est enterré, et que sa tombe est régulièrement honorée.

## Postérité
Le nom de Yorgui Koli est encore honoré, les cérémonies commémoratives lui font une large part. Le 8 mai 2019, pour le 74e anniversaire de l'armistice, juste après une prise d'armes à N'Djamena, le général Blachon commandant la Force Barkhane et le premier conseiller de l'ambassade se rendent à Sarh pour y déposer une gerbe sur sa tombe, en présence de sa famille.
Le 15 août 2019, lors des commémorations du 75e anniversaire du débarquement de Provence du 15 août 1944, Emmanuel Macron lui rend hommage dans son discours :

« Qui se souvient d'un héros comme Yorgui Koli, cet homme né au Tchad en 1896 qui fit toute sa carrière dans l'armée française ? Sous-officier en 1940, il refusa l'armistice et rallia la France libre avec ses hommes à partir du Congo, il fut ensuite de toutes les batailles de la campagne d'Afrique, débarqua le 17 août 1944 sur ces plages de Provence après s'être coiffé des lauriers durant la campagne d'Italie. Fait compagnon de la Libération en 1945, comme 16 autres Africains, naturalisé Français en 1949, il regagna ensuite le Tchad et la vie civile. »

## Décorations

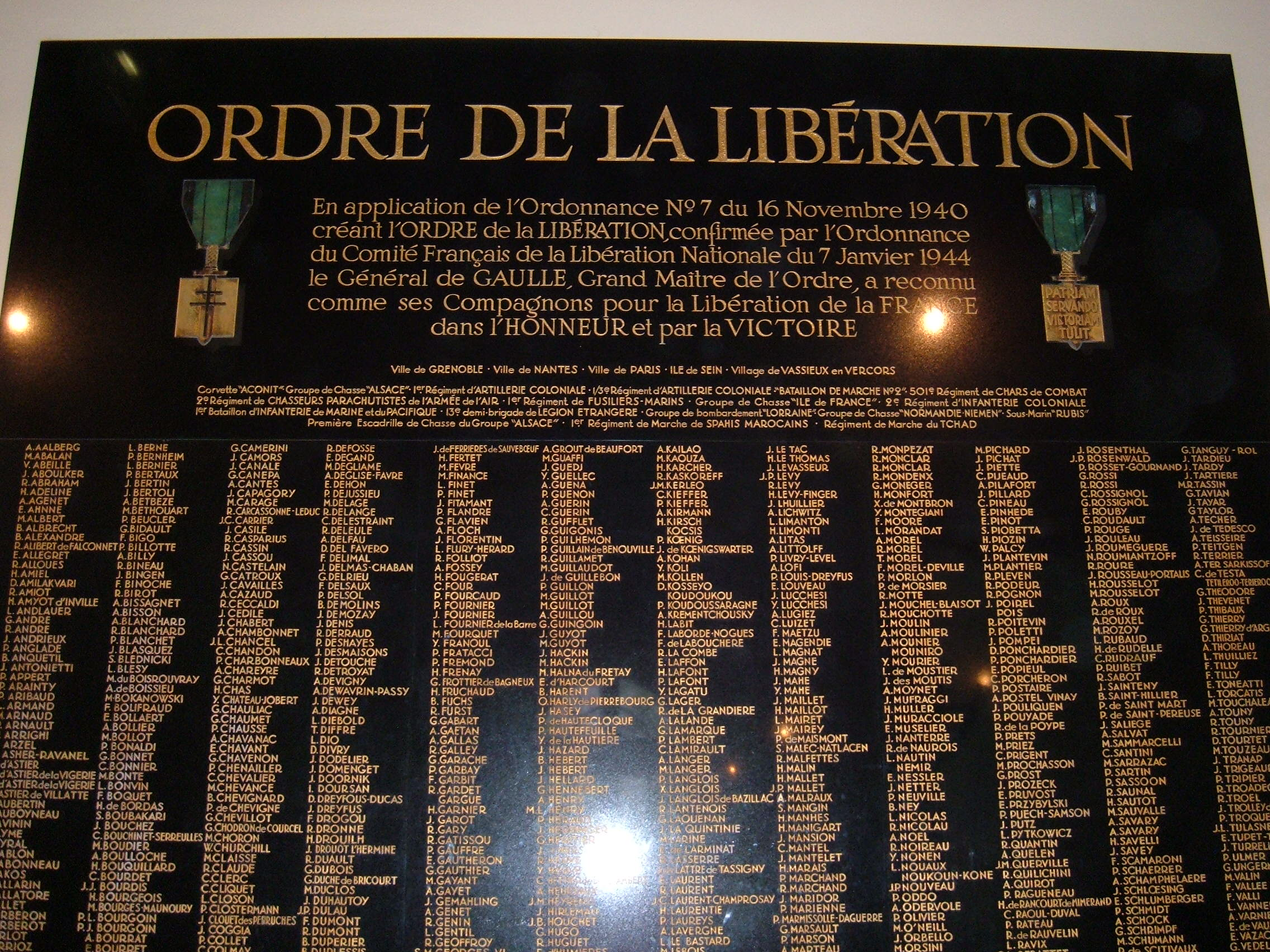
« » à la lettre K sur la plaque en hommage aux Compagnons, musée de l'Armée, Paris.

- Chevalier de la Légion d'honneur.
- Compagnon de la Libération, par décret du 7 juillet 1945.
- Médaille militaire.
- Croix de guerre 1939–1945, palme de bronze.
- Médaille de la Résistance française avec rosette, par décret du 3 août 1946.
- Croix du combattant volontaire de la Résistance.
- Croix du combattant.
- Médaille coloniale, avec agrafes « Maroc 1925 » et « Fezzan-Tripolitaine ».
- Médaille commémorative de Syrie-Cilicie (Médaille du Levant).
- Médaille commémorative française de la guerre 1939–1945.
- Médaille commémorative des services volontaires dans la France libre.
- Insigne des blessés militaires.
- Chevalier de l'Étoile noire du Bénin.
- Officier de l'ordre national du Tchad.